# Schwalbennest (Schiffbau)
Als Schwalbennest bezeichnet man im Schiffsbau einen balkonartigen Ausbau am Schiffsrumpf, an der Seite oder der Oberseite hoher Aufbauten oder an Bordwänden. Ein solcher Ausbau bildet eine Seitenplattform, etwa für Geschütze, Ortungsgeräte oder auch für Beiboote. Um die Stabilität des Schiffes nicht zu gefährden, sind Schwalbennester üblicherweise beidseitig backbords und steuerbords angebracht.
Die ersten Schwalbennester gab es auf Panzerschiffen in den 1860er und 1870er Jahren. Sie sind bis heute gebräuchlich.

## Vorteile

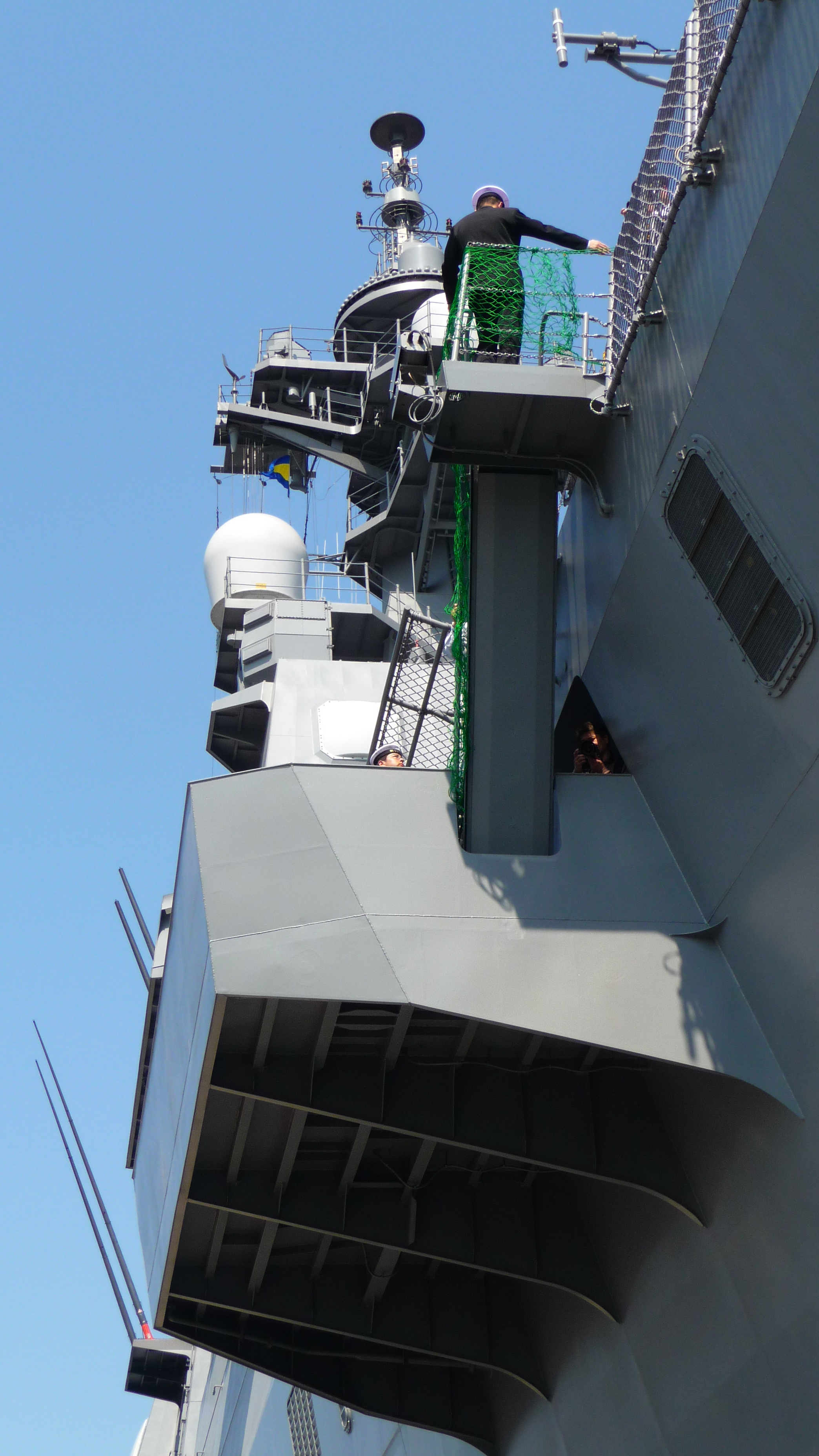
Beispiel eines modernen Schwalbennests am japanischen Hubschrauberträger Hyūga (Steuerbord-Seite)

Schwalbennester dienen zur Vergrößerung der nutzbaren Deckfläche, ohne den Rumpf des Schiffes vergrößern zu müssen. Sie werden eingesetzt, um Bestreichungswinkel der Geschütze oder Geräte zu vergrößern bzw. um Behinderung mit anderen Decksaufbauten (gerade bei getakelten Schiffen) zu vermeiden.

## Nachteile
Bei zu tiefem Einbau bzw. bei hohem Seegang drohen Schwalbennester, in die Wellen einzuschlagen, was zu starken Erschütterungen und Fahrtverlust führen kann. Schwalbennester dienen nicht dem Auftrieb des Schiffes.

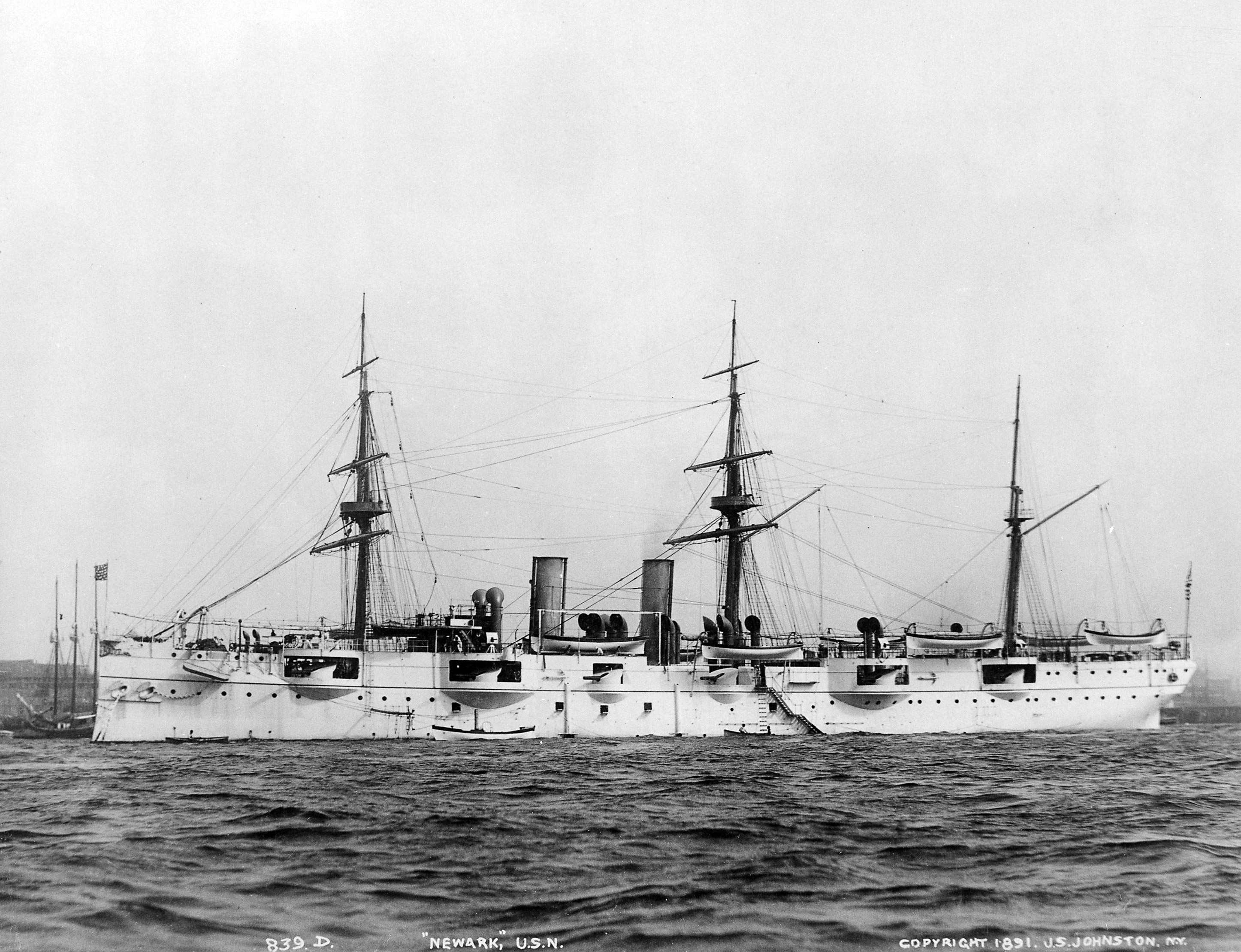
Die Hauptartillerie des US-amerikanischen Geschützen Kreuzers USS Newark (C-1) war in Schwalbennestern untergebracht
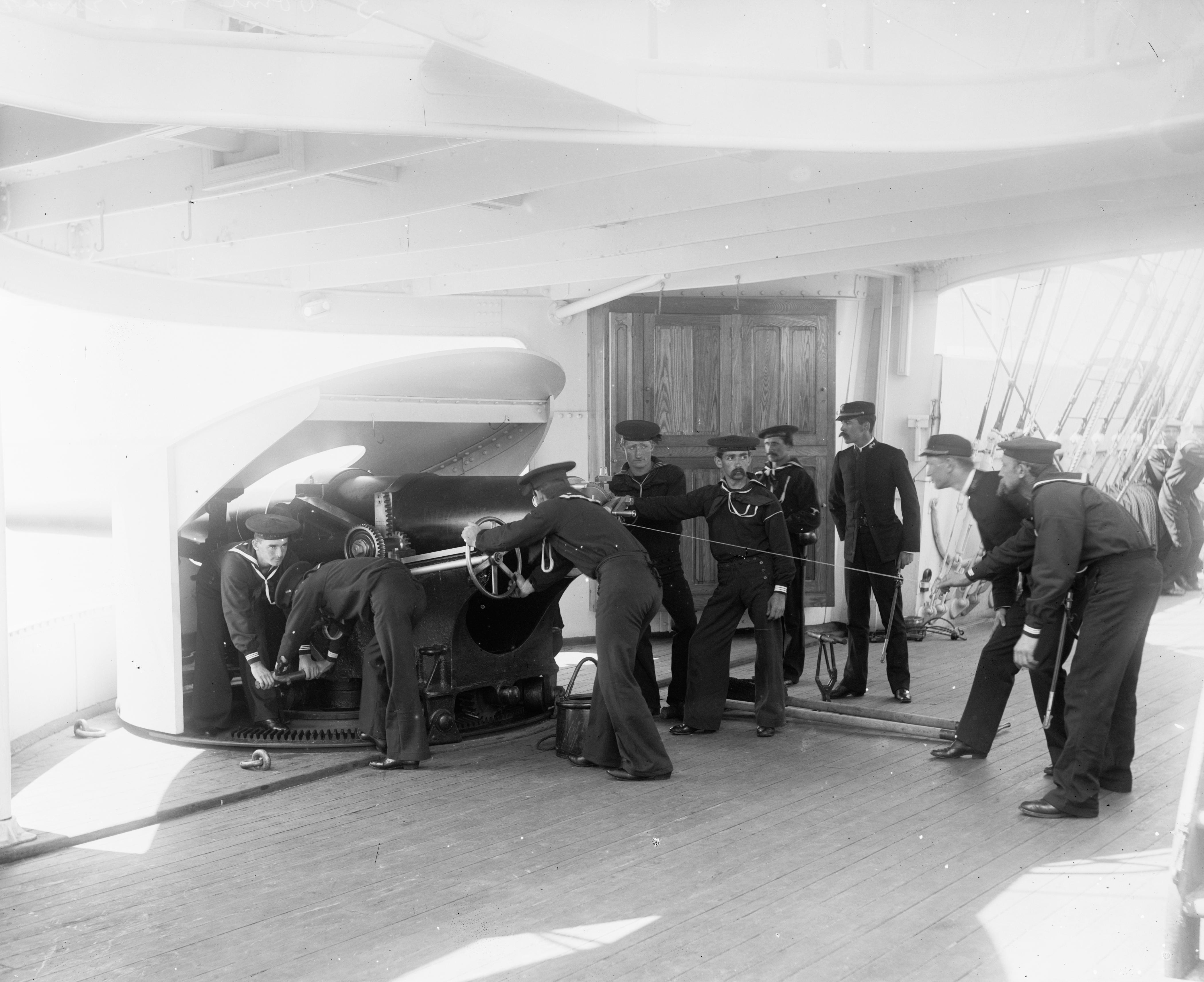
Bordansicht eines Schiffsgeschützes der Newark im Schwalbennest